# 聞き耳頭巾
聞き耳頭巾（ききみみずきん／聴き耳頭巾）は、日本の昔話の一つ。狐などの動物を助けた人物が、そのお礼に授かった頭巾を使って富を得るという、致富譚、動物報恩譚である。

## あらすじ
昔、山奥にお爺さんが住んでいた。ある日お爺さんが山道を歩いていると、一匹の子ぎつねが木の実をとろうと懸命に飛び上がっていた。その様子を見たお爺さんは、子ぎつねのために木の実をとって渡してやった。しばらく経ったある日のこと。お爺さんは子ぎつねに再会し、そのまま母ぎつねのもとへと案内された。どうやら母ぎつねは、先日お爺さんが子ぎつねを助けてくれたことに礼を言っているようだ。そして、一枚の頭巾を差し出したのである。
この頭巾は、かぶると動物や植物の声が聞こえるようになる、不思議な頭巾だった。ある日お爺さんはこの頭巾をかぶり、烏たちが「長者の娘が病気になった。長者の家にある楠の祟りのせいだ」と話しているのを聞く。そこで長者の家を訪ねてみたこところ、楠の上に蔵が建てられ、楠が苦しんでいることが判明したのだった。娘の病気はやはり、楠の祟りによるものだったのである。お爺さんはそのことを長者に伝え、すぐに蔵はどかされることになった。蔵がなくなると、楠も娘もすっかり元気になったのである。
お爺さんは、長者からお礼の金品をもらった。だが、これも不思議な聞き耳頭巾のおかげであると、そのお金で狐たちのための油揚げを買って帰るのであった。

## バリエーション
現代に伝わり、絵本や紙芝居として残されている聞き耳頭巾の内容には、上記とは別のパターンが見受けられる。以下、いくつかの例を記載する。
- ある人の好いお爺さんが、氏神のお稲荷様から頭巾を授けられる。そして、その頭巾を使って烏の声を聞き、浜の村の長者の娘が病気だと知る。原因は、蔵の屋根葺きに巻き込まれ、動けなくなった蛇の祟りだった。お爺さんがそのことを長者に教えたところ、蛇は救い出され、娘も元気になった。次にお爺さんは、町の長者の旦那が病気だと知る。原因は、離れ座敷を作った際に切り倒した楠の切り株が、芽を伸ばすことも死ぬこともできず、苦しんでいるためだった。お爺さんはこの話を長者に伝え、楠を根から掘り出して祀ったところ、病は良くなっていった。お爺さんは、もらったお礼で大金持ちになった。[2]

- ある日若者が海辺を歩いていると、鯛が浜辺に打ちあがっていた。若者は鯛を助けてやった。実はこの鯛は竜宮の姫君であり、後日姫を助けてくれたお礼にと、使いの者が若者を竜宮へ招待する。そこで、宝物の聞き耳頭巾を授かるのだった。頭巾をかぶると動物たちの声が聞こえるようになり、若者は得をする。ある日、烏の会話から、殿様の娘が病気になったこと、またそれは屋敷の屋根の萱に縛り付けられた蛇の祟りによるものだということを知る。この話を殿様に伝え、蛇を助けると、姫は元気を取り戻した。若者は姫の婿となって、末永く幸せに暮らした。[3]

なお、聞き耳頭巾には、
- 楠が弱ったのは、水がせき止められて根が乾いたことによるもの

- 病になった人とその原因の組み合わせが、「娘と楠」、「旦那と蛇」のように交差している
- 頭巾を授かった理由は、いじめられていたきつねを助けたためである

などのように、若干細部が異なるバリエーションが他にも存在する。